# Ushaw College
Ushaw College est un ancien séminaire catholique fondé en 1808 par des universitaires du collège anglais de Douai qui avaient fui la France après sa fermeture sous la Révolution et fermé en 2011 en raison d’un manque de vocations dans l’Église catholique. Les bâtiments et les terrains d’Ushaw College, qui était affilié depuis 1968 à l’université de Durham couvrent 400 hectares dans le village de Ushaw Moor dans le Royaume-Uni. Aujourd’hui occupés et entretenus par le Ushaw Charitable Trust, les bâtiments et les terrains sont occupés depuis avril 2012 pour une durée de deux ans par la Durham University Business School, dont le propre site est en cours de réaménagement.

## Historique
Ushaw a été le principal séminaire de formation des prêtres catholiques du nord de l’Angleterre jusqu’à sa fermeture en 2011 en raison du manque de vocations.
Lors de la Révolution, une partie du collège anglais de Douai, dont la fondation remontait à 1568, et qui avait été obligé de quitter la France en 1795, s’installa temporairement à Crook Hall au nord-ouest de Durham. 1804 vit le début de la construction des bâtiments, conçus par James Taylor, commença, sous l’apostolat de Mgr William Gibson, à Ushaw Moor, à quatre miles à l’ouest de Durham. Ils furent ouverts, en 1808, sous le nom de Collège Saint Cuthbert.
Le collège connut, au cours du XIXe siècle, une expansion régulière avec la mise en place de nouveaux bâtiments pour répondre à l’accroissement du nombre d’étudiants religieux et laïques. La Junior House, conçue par l’architecte Peter Paul Pugin, fut ajoutée en 1859. La chapelle Saint Cuthbert, conçue par Dunn et Hansom, ouvrit en 1884, en remplacement d’un bâtiment antérieur, devenu trop petit, dû à Augustus Welby Northmore Pugin. La conception et la construction du réfectoire est due à Pugin. Le développement final eut lieu dans les années 1960 avec l’ouverture d’une nouvelle aile orientale, fournissant des salles de classe supplémentaires et des chambres simples pour 75 élèves. Les principaux bâtiments du collège sont des monuments classés de niveau II, la chapelle étant classée en niveau I.
En 1968, le collège est devenu une résidence universitaire de l’université de Durham. Bien qu’indépendante de cette université, elle offrait des cours validés à la fois par cette dernière et par l’Église catholique. Les étudiants laïques étudiaient au collège. 1970 vit la fermeture de la Junior House, dont les étudiants les plus jeunes furent transférés à Saint Joseph's College, à Upholland.
Après avoir repoussé en 2002, un rapport de la hiérarchie catholique suggérant une fusion avec le collège Sainte-Marie d’Oscott, près de Birmingham, le collège a annoncé en octobre 2010, que le collège fermerait ses portes en 2011 en raison du manque de vocations dans l’Église catholique, et que le site pourrait être vendu. À la suite d'une étude de faisabilité détaillée par les fiduciaires du collège et de l’université de Durham (et avec le plein appui du Conseil du comté de Durham et d’English Heritage) en 2011 il a été annoncé en janvier 2012 que la Durham Business School serait déplacée temporairement à Ushaw pendant la reconstruction de ses bâtiments dans ce qui est considéré comme la première étape d’une évolution à long terme de ce site centrée sur l’éducation. L’université a également accepté de cataloguer et d’archiver la bibliothèque d’Ushaw et d’inventorier les autres collections afin d’assurer leur préservation et leur conservation spécialisée, en vue de la création d’un projet de « Ushaw Centre for Catholic Scholarship and Heritage ». 

## Ancien présidents
- 1794-1810  	Thomas Eyre
- 1811-1828  	John Gillow
- 1828-1833 	Thomas Youens
- 1833-1836 	John Briggs
- 1836-1837 	Thomas Youens
- 1837-1863 	Charles Newsham
- 1863-1876 	Robert Tate
- 1876-1877 	Francis Wilkinson
- 1877-1878 	James Chadwick
- 1878-1885 	William Wrennall
- 1885-1886  	William Dunderdale
- 1886-1890 	James Lennon
- 1890-1909 	Thomas Wilkinson
- 1909-1910 	Joseph Corbishley
- 1910-1934 	William Brown
- 1934-1950 	Charles Corbishley
- 1950-1967  	Paul Grant
- 1967-1977 	Philip Loftus
- 1977-1984 	Peter Cookson
- 1984-1991 	Peter Walton
- 1991-1997 	Richard Atherton
- 1997-2003 	James O’Keefe
- 2003-2008 	Terence Drainey
- 2008 	        John Marsland

## Anciens élèves
Clergé

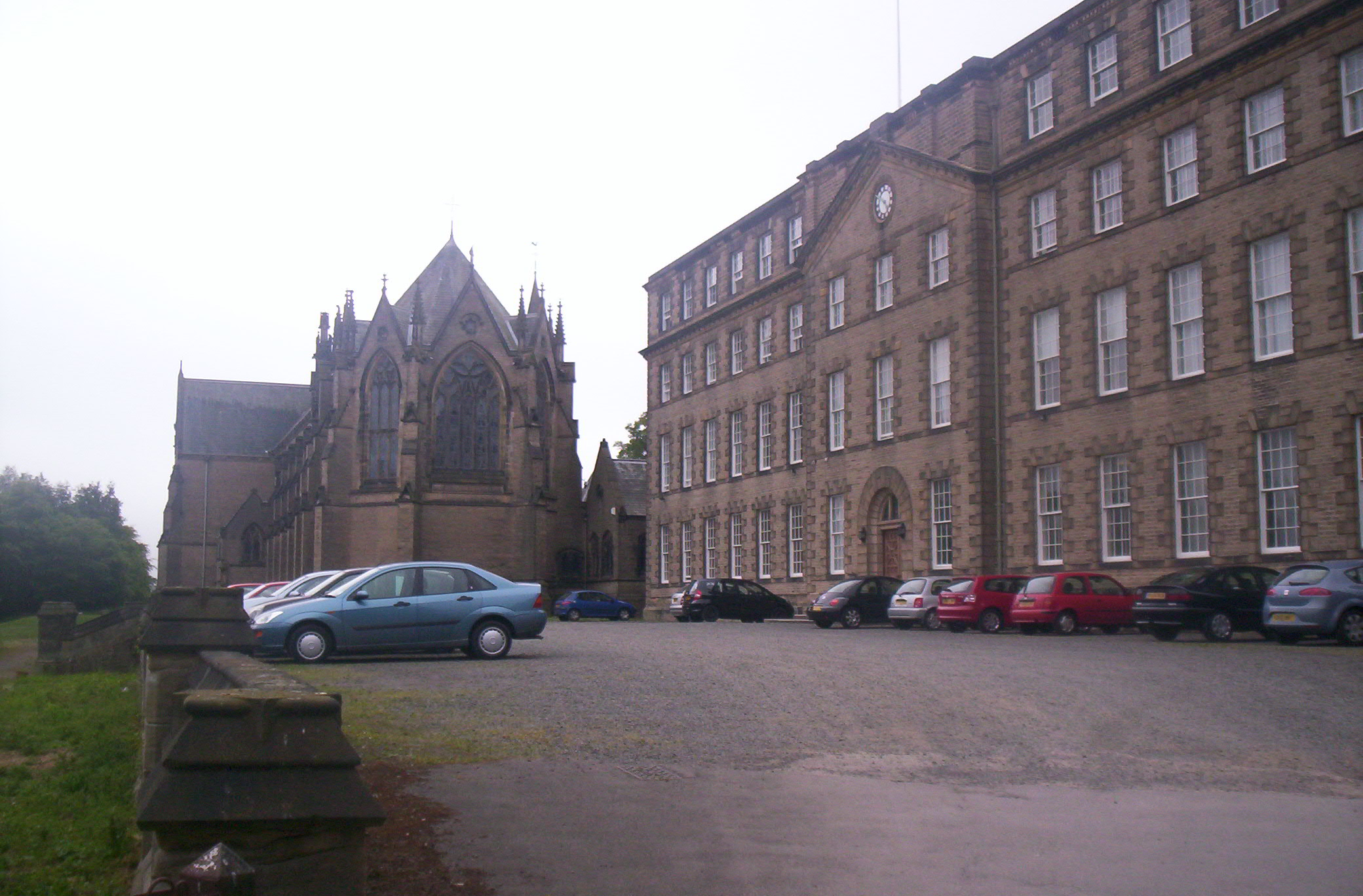
Vue de Ushaw College.

- Cardinal Wiseman, premier cardinal archevêque de Westminster
- Cardinal Bourne, cardinal archevêque de Westminster
- Cardinal Hinsley, cardinal archevêque de Westminster
- Cardinal Godfrey, cardinal archevêque de Westminster
- Cardinal Heenan, cardinal archevêque de Westminster
- Cardinal Merry del Val y Zulueta, cardinal secrétaire d’État
- Charles Petre Eyre, archevêque de Glasgow
- Hugh Lindsay, 10e évêque de Hexham et Newcastle
- James Chadwick, 2e évêque de Hexham et Newcastle
- Alexander Goss, évêque de Liverpool
- Thomas Grant, évêque de Southwark
- Mark Davies, évêque de Shrewsbury
- John Lingard, auteur de The History Of England, From the First Invasion by the Romans to the Accession of Henry VIII
- Le Vénérable Bernard Lubienski, missionnaire Rédemptoriste en Angleterre et dans les Partitions de la Pologne
- John Furniss, prêtre connu pour sa mission auprès des enfants
- Mgr James Nugent, prêtre de l’archidiocèse de Liverpool
- Nicholas Rigby, prêtre auteur de The Real Doctrine of the Church on Scripture
- Louis Charles Casartelli, quatrième évêque de Salford

Laïcs
- Lafcadio Hearn, également connu sous le nom de Koizumi Yakumo, auteur bien connu pour ses ouvrages sur le Japon
- Francis Petre, architecte néozélandais concepteur de la cathédrale du Saint-Sacrement, à Christchurch
- George Goldie, architecte ecclésiastique du XIXe siècle
- Alexander Martin Sullivan, avocat irlandais ayant défendu Roger Casement
- Charles Napier Hemy, artiste et académicien royal
- Francis Thompson, poète anglais
- Joseph Gillow, auteur du Bibliographical Dictionary of the English Roman Catholics
- Sir William Shee, premier catholique à siéger comme juge en Angleterre et au Pays de Galles depuis la Réforme
- Paul Goggins, membre travailliste du Parlement pour Wythenshawe et Vente-Orient et ministre de second rang dans le Northern Ireland Office
- Joseph Scott, avocat à Los Angeles, fondateur du Southwest Museum of the American Indian, vice-président de la Exposition internationale Panama-Pacific (1915)
- Peter Paul Pugin, architecte anglais
- James Joseph Foy, procureur général de l'Ontario et homme politique
- Major Myles William Patrick O'Reilly, soldat et homme politique
- Archibald Matthias Dunn, architecte ecclésiastique catholique
- Major James Gerald O'Ryan, armée indo-britannique

## Sources
- (en) Cet article est partiellement ou en totalité issu de l’article de Wikipédia en anglais intitulé « Ushaw College » (voir la liste des auteurs).